# Danger Zone (Sammy Hagar)
| Recensione | Giudizio |
| ---------- | -------- |
| AllMusic   | [ 1 ]    |

Danger Zone è il quinto album in studio di Sammy Hagar, uscito nel 1980.

## Tracce
1. Love Or Money – 3:00 (Sammy Hagar)
2. 20th Century Man – 3:12 (Sammy Hagar, Gary Pihl)
3. Miles from Boredom – 3:41 (Sammy Hagar)
4. Mommy Says, Daddy Says – 2:32 (Sammy Hagar)
5. In the Night (Entering the Danger Zone) – 5:08 (Sammy Hagar)
6. The Iceman – 4:09 (Sammy Hagar)
7. Bad Reputation – 3:29 (Sammy Hagar)
8. Heartbeat – 3:53 (Betsy Hagar, Sammy Hagar)
9. Run For Your Life – 4:21 (Steve Gould, Pidgeon) – La canzone è una cover dei Runner
10. Danger Zone – 0:40 (Sammy Hagar)

## Formazione
- Sammy Hagar - voce, chitarra
- Gary Pihl - chitarra, tastiere
- Bill Church - basso
- Chuck Ruff - batteria
- Geoff Workman - tastiere